# Takydromus toyamai
Takydromus toyamai (jap. ミヤコカナヘビ, Miyako-Kanahebi) ist eine Tierart aus der Gattung der Schnellläufer-Eidechsen (Takydromus).

## Etymologie
Der Name toyamai ist zu Ehren des japanischen Herpetologen Masanao Toyama gewählt.

## Verbreitungsraum und Bedrohungen
Die Art ist endemisch auf den japanischen Miyako-Inseln im Süden Ryūkyūs. Dort findet man sie auf Miyako-jima, Irabu-jima, Shimoji-jima, Ikema-jima, Ōgami-jima und Kurima-jima. Die Gesamtfläche dieser Inseln beträgt etwa 200 km². Bedrohungen stellen die Zerstörung des bereits kleinflächigen Lebensraums aufgrund der Landentwicklung dar und durch den Menschen eingeführte Tiere wie Japan-Wiesel (Mustela itatsi) und Pfauen. Die Art wird daher von der IUCN als stark gefährdet („endangered“) eingestuft. Auf der nationalen Roten Liste gefährdeter Reptilien Japans von 2020 wird sie sogar als vom Aussterben bedroht eingestuft.

## Merkmale und Abgrenzung zu anderen Arten
Takydromus toyamai

Link zum Bild

Die Grundfarbe der Langschwanzeidechsenart ist grün. Ähnlich aussehende grünfarbene Langschwanzeidechsen in Japan sind die Grüne Langschwanzeidechse (T. smaragdinus) und Takydromus dorsalis. Takydromus toyamai hat weder einen weißen Lateralstreifen wie Takydromus smaragdinus noch schwarze Linien am Kopf wie Takydromus smaragdinus und Takydromus dorsalis. Die Schuppen sind ebenso wie bei T. smaragdinus am Rücken größer als an der Körperseite. Bei der Art T. dorsalis sind diese dagegen am Rücken und an den Körperseiten gleichmäßig fein.
| T. smaragdinus | T. dorsalis |
| -------------- | ----------- |
|                |             |

Weitere grüne bis braungrüne Langschwanzeidechsen sind die Arten Takydromus stejnegeri und Takydromus formosanus, die jedoch beide auf Taiwan endemisch sind, sowie Takydromus hani, die in Vietnam verbreitet ist.  Deutlich grün gefärbt ist die in China anzutreffende Art Takydromus sylvaticus.

## Lebensweise
Takydromus toyamai bewohnt sonnige Wiesen und Buschland sowie Sträucher an Waldrändern und am Ackerland. Die Art ist tagaktiv und auf Blättern und Zweigen unterwegs. Sie hält keinen Winterschlaf, wird aber im Winter inaktiver. Jagdbeute sind hauptsächlich kleine Wirbellose wie Insekten und Spinnen. Weibchen legen mehrmals pro Jahr zwei Eier pro Gelege am Boden unter Pflanzen oder im flachen Untergrund. Die Eier schlüpfen nach einem Monat ohne elterliche Fürsorge und die Jungtiere erreichen im darauffolgenden Jahr die Fortpflanzungsreife.